# 애증의 세월 신즈 (미니시리즈)
《애증의 세월 신즈》(Sins)는 1986년 2월 2일부터 2월 4일까지 CBS에서 방영된 미국의 미니시리즈이다. 조앤 콜린스(Joan Collins)가 주인공 엘렌 쥐노 역을 맡았다. 이 미니시리즈는 1982년 주디스 굴드(Judith Gould)가 발표한 동명 소설을 각색한 것으로 나치 점령기 프랑스의 공포에서 살아남고 일련의 여러 도전을 견디며 패션계에서 성장하는 한 여성의 이야기를 담고 있다. 대한민국에서는 MBC를 통해 송년특집 미니시리즈라는 타이틀로 1987년 12월 27일부터 12월 29일까지 방영되었다.

## 시리즈의 주요 줄거리
엘렌 쥐노는 성공적인 사업가이자 패션계의 선두주자이다. 
제2차 세계 대전기 나치 점령하의 프랑스에서 13세의 엘렌은 연합군에게 메시지를 보냈다가 게슈타포에 의해 강간당하고, 임신한 어머니는 잔인하게 살해당했다. 엘렌은 나중에 탈출했지만 그녀의 남동생 에드먼드와 여동생 마리는 나치의 강제 수용소로 이송되었다. 전쟁이 끝난 뒤인 1949년 엘렌은 이모와 함께 드 빌 백작의 대저택에서 재봉사로 일하게 된다. 그곳에서 그녀는 패션 디자이너로서 자신의 재능을 발휘하기 시작하고 백작의 아들인 위베르의 구애도 받게 된다. 그러나 위베르의 부모가 아들이 "하녀"를 만나는 것을 반대함으로써 그들의 로맨스도 끝나게 된다.
1955년 엘렌은 파리로 이주하여 최고의 패션 디자이너 오딜의 모델로 일하기 시작한다. 오딜은 곧 엘렌을 자신의 패션 하우스의 책임자로 임명한다. 1959년 엘렌은 파리를 방문 중이었던 미국 육군 장교 데이비드 웨스트필드를 만나 사랑에 빠지지만, 데이비드가 베트남으로 파병된 뒤 전사하면서 그들의 관계도 오래 가지 못한다. 
동시에 엘렌은 어머니의 죽음에 책임이 있는 게슈타포 지휘관 및 실종된 그녀의 남동생과 여동생을 찾기 위해 오토 뮐러라는 사립탐정을 고용한다. 그러나 그들을 찾는 데 비용이 많이 들게 되자 엘렌은 수색 비용을 조달하기 위해 과거 연인이었던 위베르의 아버지인 드 빌 백작의 정부가 되기로 한다. 이는 위베르에게 상당한 당혹감과 굴욕감을 야기시킨다. 사립탐정 뮐러는 이제 성인이 되었지만 나치의 손에 수년간 고문과 학대를 당한 후 정신병원에 수용된 엘렌의 남동생 에드먼드를 찾는 데 성공한다. 엘렌은 그를 집으로 데려와 의사와 간호사를 고용하여 그의 건강을 회복시킨다.
엘렌은 또한 미국 작곡가 에릭 호블랜드를 만나 사랑에 빠지게 되고 나중에 결혼한다. 그러나 여전히 엘렌에게 집착하는 위베르가 엘렌 부부의 집에 침입하여 그녀를 강간하려고 시도하면서 그들의 결혼 생활도 오래 가지 못한다. 에릭이 그녀를 보호하려고 하자 위베르는 에릭을 살해한다. 위베르는 엘렌이 신고하면 가족 관계를 이용하여 엘렌의 치부를 드러낼 것이라고 위협한다. 엘렌은 마지 못해 동의하고 경찰에게 사고라고 말했지만 에릭이 당시 피아노를 치면서 음악을 녹음하고 있었을 때 사건 상황과 그들의 대화가 녹음되었음을 발견한다. 그녀는 드 빌 가에게 1억 프랑을 내놓으라면서 그렇지 않으면 위베르는 살인 혐의로 체포되고 가족의 명성도 파괴될 것이라고 협박한다. 드 빌 백작은 마지 못해 동의하고 엘렌은 그 돈을 사용하여 자신의 패션 잡지 쿠튀르(Couture)를 창간한다. 그러나 드 빌 가에 대한 그녀의 승리는 그녀가 에릭의 아이를 임신했지만 유산하고 전쟁 중 나치에게 강간당한 후유증으로 인해 다시는 아이를 가질 수 없다는 사실을 알게 되면서 씁쓸함만을 남긴다. 
한편 뮐러는 엘렌에게 현재 오스트리아에 살고 있는 부유한 사업가인 전 나치 사령관 폰 아이더펠트를 발견했다고 알린다. 엘렌과 에드먼드는 폰 아이더펠트를 나치 전범으로 기소하고, 폰 아이더펠트는 종신형을 선고 받았지만 반드시 엘렌에게 복수하겠다고 다짐한다.
1960년대 엘렌은 일에 전념하고 잡지 쿠튀르는 큰 성공을 거두고 에드먼드는 그의 간호사 잔느와 결혼한다. 그러나 첫 아이를 임신한 잔느는 병에 걸리게 된다. 아기가 조산한 뒤 잔느는 사망하고 에드먼드는 딸 나탈리를 홀로 키우게 된다. 
한편 엘렌은 부진한 패션 잡지를 구하기 위해 그녀로부터 대출을 받으려는 이탈리아 출판업자 마르첼로 디트리를 만난다. 엘렌은 쿠튀르 이탈리아로 이름을 바꾸는 조건으로 마르첼로의 잡지를 인수하겠다고 제안했지만 마르첼로는 자신이 편집장 자리를 지키는 조건 아래에서만 엘렌의 제안에 동의한다. 베네치아에 있는 동안 헬렌은 데이비드를 우연히 만나게 되는데, 데이비드는 알려진 것과는 달리 베트남에서 전사하지 않았고 수년 동안 그녀를 찾으려고 노력해 왔다. 이제 미국 하원의원이 된 데이비드는 헬렌에게 자신과 결혼해 달라고 부탁한다. 데이비드의 어머니는 엘렌의 다소 불규칙한 과거가 데이비드의 미래 경력에 장애가 될 것이라고 생각하면서 그들의 약혼을 허락하지 않는다. 결국 엘렌은 데이비드에게 자녀를 낳을 수 없다는 사실을 알리면서 마지 못해 파혼한다. 몇 년 후인 1970년대에 엘렌의 제국은 확장되었고 그녀는 미국 건축가 스티브 브라이언트와 그의 질투심 많은 아내 지지를 고용하여 뉴욕에 쥐노 타워라는 새로운 초고층 빌딩을 설계하고 건설하게 한다. 스티브는 지지의 질투심 때문에 엘렌과 사랑에 빠지지만 그들의 관계는 플라토닉할 뿐이다.
1982년 베네치아에서 열린 쿠튀르 이탈리아 50호 발간 기념 무도회에서 엘렌은 마르첼로가 등 뒤에서 잡지 수익금을 횡령하고 있다는 사실을 알고 그에게 사임하도록 강요한다. 파티에서 엘렌은 미국 상원의원이 된 데이비드를 다시 한 번 만나는데, 그는 결혼한 상태였다. 잠시 후 위베르는 폰 아이더펠트가 그날 감옥에서 풀려 난 것을 기뻐하기 위해 무도회에 도착한다. 얼마 후 엘렌은 마침내 스티브와 관계를 시작하지만 지지가 두 사람이 함께 있음을 발견했을 때 스티브는 심장 마비로 사망하고 지지는 엘렌을 비난한다.
몇 년 후 엘렌의 적인 폰 아이더펠트, 위베르, 마르첼로와 지지는 그녀를 파멸시키기 위해 힘을 합친다. 엘렌은 오늘의 여성(Woman Of Today)이라는 새 잡지를 창간했지만 자금 조달을 위해 막대한 대출을 받고 자신의 회사인 쥐노 출판사의 주식을 대량 매각한다. 첫 발행본이 실패하자 엘렌의 적들은 쥐노 출판사 주식의 상당 부분을 매입한다. 그들은 또한 엘렌의 오랜 편집 동료인 뤼바 체리나를 그녀에게서 멀어지도록 유인하는 동시에 그녀의 은행가인 아담 고어에게 뇌물을 주어 그녀가 파산할 수 있게 미결제 대출을 요청하도록 한다. 그러나 마르첼로와 지지는 단순히 엘렌을 망치는 데 만족하지 않는다. 그들은 엘렌을 죽이기 위해 공격견과 함께 암살자를 고용하기를 원한다. 
엘렌의 적들이 시도한 엘렌의 삶을 파멸시키려는 기도는 먼저 그녀의 은행가 고어가 사기 혐의에 노출되고 자살하여 엘렌을 파산에서 구함으로써 좌절된다. 이제 그녀의 적들은 그들 서로를 공격하게 되고 계속되는 투쟁에서 지지는 폰 아이더펠트를 총으로 살해한다. 
한편 엘렌은 재능 있는 조카 나탈리와 함께 새로운 잡지를 다시 창간할 귀중한 시간을 얻게 된다. 두 번째 잡지 발행은 큰 성공을 거두었지만 엘렌은 계약을 이행하려고 시도하던 와중에 그녀를 죽이기 위해 고용된 암살자의 저격을 받는다. 그녀는 부상을 입고 살아남는 반면 데이비드는 암살자를 살해한다. 엘렌이 회복된 후 데이비드는 아내와 이혼하고 그와 엘렌은 나중에 결혼하게 된다. 마침내 진정한 행복을 찾은 엘렌은 자신의 출판 제국을 나탈리에게 넘기기로 결정한다.

## 등장인물
- 조앤 콜린스 - 엘렌 쥐노
- 장피에르 오몽 - 드 빌 백작
- 머리사 베런슨 - 뤼바 체리나
- 스티븐 버코프 - 카를 폰 아이더펠트 소령
- 조지프 벌로니아 - 스티브 브라이언트
- 엘리자베트 부르진 - 잔느
- 주디 보커 - 나탈리 쥐노
- 카푸치네 - 오딜
- 닐 딕슨 - 위베르 드 빌
- 제임스 패런티노 - 데이비드 웨스트필드
- 폴 프리먼 - 뮐러
- 앨런 가필드 - 아담 고어
- 잔카를로 잔니니 - 마르첼로 디트리
- 로렌 허튼 - 지지 브라이언트
- 진 켈리 - 에릭 호블랜드
- 캐서린 메리 스튜어트 - 젊은 엘렌
- 티머시 돌턴 - 에드먼드 쥐노

## 한국판 성우진 (MBC)
- 장유진 - 엘렌(조앤 콜린스)
- 정희선 - 뤼바(머리사 베런슨)
- 양지운 - 폰 아이더펠트 소령(스티븐 버코프)
- 이도련 - 스티브(조지프 벌로니아)
- 양윤선 - 나탈리(주디 보커)
- 한영숙 - 오딜(카푸치네)
- 윤지하 - 위베르(닐 딕슨)
- 김기현 - 데이비드(제임스 패런티노)
- 이종오 - 뮐러(폴 프리먼)
- 전임복 - 지지(로렌 허튼)
- 김용식 - 에릭(진 켈리)
- 정승현 - 에드먼드(티머시 돌턴)
- 김현직
- 한규희
- 송도영
- 전국근
- 이성
- 김진숙